# Helmut R. Leppien
Helmut Rudolf Leppien (* 8. September 1933 in Homburg im Saarland; † 23. Oktober 2007 in Hamburg) war ein deutscher Kunsthistoriker und Museumskurator.

## Leben
Nach dem Studium der Kunstgeschichte in Bonn, München und Tübingen und seiner Promotion zum Doktor der Philosophie über Quattrocento-Plastik in Neapel begann Helmut Leppien 1960 ein Volontariat am Wallraf-Richartz-Museum in Köln. Schon mit der maßgeblichen Beteiligung an der Jubiläumsausstellung zur Kölner Sonderbundausstellung von 1912 zeigte sich sein spezifischer Ansatz, der die Aufmerksamkeit für aktuelle Kunst mit einem besonderen Gespür für ältere Kunstformen verband, die vom Zeitgeschmack ausgefiltert worden waren.
Zu Leppiens bedeutendsten wissenschaftlichen Beiträgen zählt das Werkverzeichnis von Max Ernsts Druckgrafik.
Nach einer Tätigkeit an der Hamburger Kunsthalle von 1963 bis 1968 als Assistent übernahm Leppien von 1969 bis 1971 die Leitung der Kunsthalle Köln, die er 1970 verließ, um 1972 Direktor des Hannoverschen Kunstvereins zu werden. Sowohl in Köln wie in Hannover veranstaltete er Ausstellungen, die einem erweiterten Kunstbegriff folgten und auch Musik, Film, Performance und politische Aktionsformen umfassten. Von 1968 bis 1974 wirkte er außerdem als Präsident des ICOM-Komitees für Museen moderner Kunst.
Im Jahr 1976 wechselte Leppien als stellvertretender Direktor und Hauptkustos der Gemäldegalerie an die Hamburger Kunsthalle. Diese Aufgabe nahm er bis zu seiner Pensionierung im Jahr 2000 wahr.
Zu seinen bedeutendsten Ausstellungen zählte Der zerbrochene Kopf zum 100. Geburtstag Pablo Picassos im Jahr 1981. Leppien gehörte zu den ersten, die das Kunstmuseum für aktuelle Kunst öffneten (Joseph Beuys, Jannis Kounellis, Ilya Kabakov u. a.). Er holte aber auch wie ein Archäologe das Vergessene zurück, wie die Freiherr J. H. von Schröder-Stiftung, eine umfangreiche, jahrzehntelang verschollene Sammlung von Salonkunst des 19. Jahrhunderts. Seine Museumsarbeit war getragen von dem Bewusstsein, dass die Art des Umgangs mit der Vergangenheit die Zukunft formt.

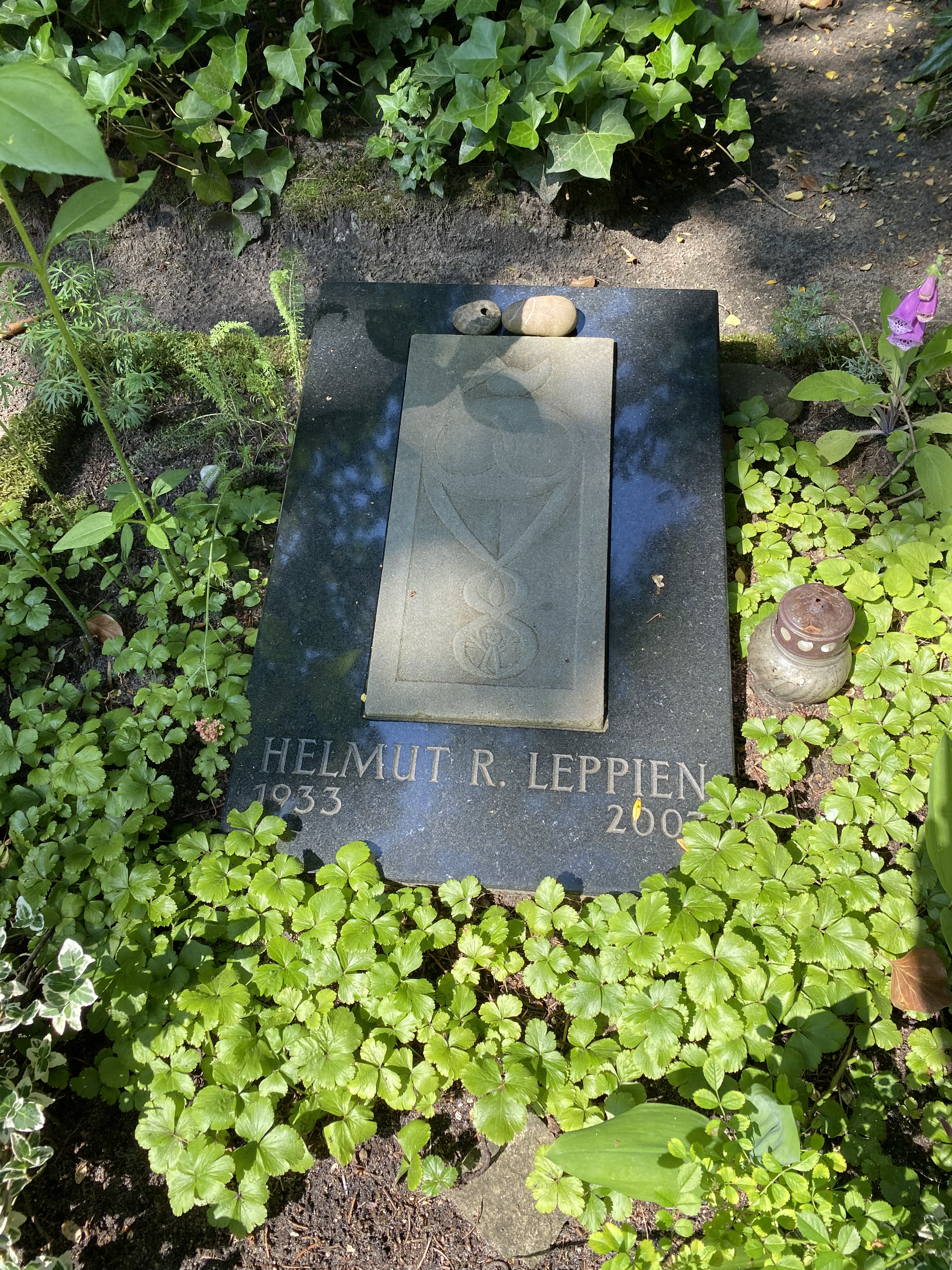
Grabstätte auf dem Zentralfriedhof Lüneburg

Seine letzte Ruhestätte erhielt Helmut R. Leppien auf dem Zentralfriedhof Lüneburg.

## Publikationen
- Jetzt. Künste in Deutschland heute. Ausstellungskatalog. Kunsthalle Köln 1970.
- mit Christos M. Joachimides: Kunst im politischen Kampf. Aufforderung, Anspruch, Wirklichkeit. Ausstellungskatalog. Kunstverein Hannover.
- Kunst nach Wirklichkeit. Ein neuer Realismus in Amerika und in Europa. Ausstellungskatalog. Kunstverein Hannover 1973/1974.
- mit Joachim Heusinger von Waldegg (Bearb.): Richard Luksch, Elena Luksch-Makowsky. Christians, Hamburg 1979, ISBN 3-7672-0624-2.
- Ein Hamburger sammelt in London. Die Freiherr-J.-H.-von-Schröder-Stiftung 1910. Ausstellungskatalog. Hamburger Kunsthalle 1984.
- Kunst ins Leben. Alfred Lichtwarks Wirken für die Kunsthalle und Hamburg von 1886–1914. Ausstellungskatalog. Hamburger Kunsthalle 1987.
- mit Dörte Zbikowski: Kunst in der Verfemung – die Schenkung Emmi Ruben 1948. Ausstellungskatalog. Hamburger Kunsthalle 1998, ISBN 3-87909-597-3.
- Karl Kluth zum 100. Geburtstag. Gemälde 1923–1970. Ausstellungskatalog. Hamburger Kunsthalle u. a. 1998, ISBN 3-87909-594-9.
- Jan de Weryha-Wysoczański. Ausstellungskatalog. Hamburg 2000.
- Im Lichte Caspar David Friedrichs. Frühe Freilichtmalerei in Dänemark und Norddeutschland. Ausstellungskatalog. Hamburger Kunsthalle u. a. 2000.
- Max Ernst – Oeuvre-Katalog. Band 1: Das graphische Werk. Köln 1975, ISBN 3-7701-0606-7. Nachdruck ca. 2004, ISBN 978-3-8321-7428-6.